# Władysław Zamoyski
Władysław Zamoyski armories Jelita, né le 18 novembre 1853 à Paris et mort le 3 octobre 1924 à Kórnik est un entrepreneur, mécène et activiste social polonais, créateur de la Fondation de Kórnik et membre fondateur de la société de gymnastique "Sokół" à Cracovie. Il s'est engagé à protéger la nature des Tatras et il a contribué au développement de Zakopane.

## Biographie
Fils du général Władysław Stanisław Zamoyski et de Jadwiga née Działyńska, Władysław Zamoyski naît à Paris où il étudie au Lycée Charlemagne. Bachelier en 1871, il tente, à quatre reprises mais sans succès, d'intégrer l'École polytechnique. Il sert alors dans l'armée française dont il sort avec le grade de sous-lieutenant. Il est ensuite membre de la commission du gouvernement français pour l'Exposition universelle de 1879 à Sydney. A cette occasion, il effectue un voyage à travers l'Australie et l'Océanie.
En 1881, il hérite de son oncle Jan Kanty Działyński du château de Kórnik près de Poznań. Il retourne alors en Pologne et demeure à Kórnik jusqu'à son expulsion, avec sa mère et sa sœur, pour sa citoyenneté française par les Prussiens en 1885. En effet, inquiété par la « polonisation » des confins orientaux de la Prusse, Bismarck décide par le décret du 26 mars 1885 d'expulser tous les « transfuges », c'est-à-dire des ressortissants non-allemands qui n'ont pas officiellement été naturalisés prussiens auparavant.
Władysław Zamoyski s'installe alors à Zakopane où, en 1889, il acquiert dans une vente aux enchères et sauve, grâce à sa fortune, une grande partie des Tatras polonais de la destruction de son environnement naturel. Il place ensuite aux frontières de son domaine les plaques portant l'inscription "État de Zakopane". Cependant, ce nom bruyant ne reflète pas l'état réel du domaine, ruiné par l'exploitation outrancière de ses forêts. Le comte Zamoyski joue un rôle déterminant dans le développement de Zakopane: il reboise les pentes des montagnes, établit des lignes téléphoniques, construit un système d'approvisionnement en eau, un bureau de poste, des écoles, des musées et d'autres bâtiments publics. Son établissement pour filles à Kuźnice, dirigée par sa mère et sa sœur, éduquera plus de 6 000 dames.
L'une des plus grandes réalisations de Władysław Zamoyski est la construction d'une ligne de chemin de fer. Les efforts conjoints de Władysław Zamoyski et Andrzej Chramiec ont permis la création d'une ligne de Chabówka à Zakopane et d'une route menant à Zakopane.
En 1902, il se rend célèbre à Zakopane par sa victoire dans le procès opposant la Galicie à la Hongrie au sujet de la propriété du lac de Morskie Oko.
Il est vice-président de la République de Zakopane, à la fin de la Première Guerre mondiale.
Peu de temps avant sa mort en 1924, Władysław Zamoyski fonde Zakłady Kórnickie. C'est une fondation engagée dans la promotion de l'agriculture moderne, propagation des connaissances agricoles et des initiatives sociales au profit de la population de Kórnik et de ses environs. De nombreuses institutions caritatives et éducatives voient le jour (notamment l'Institution Culte et Pain).
Les actifs de la fondation sont constitués des biens de Zamoyski à Kórnik et Zakopane.
Sans descendance, Władysław Zamoyski lègue l'ensemble de ses biens et sa fortune à la nation polonaise qui sont de facto nationalisé.

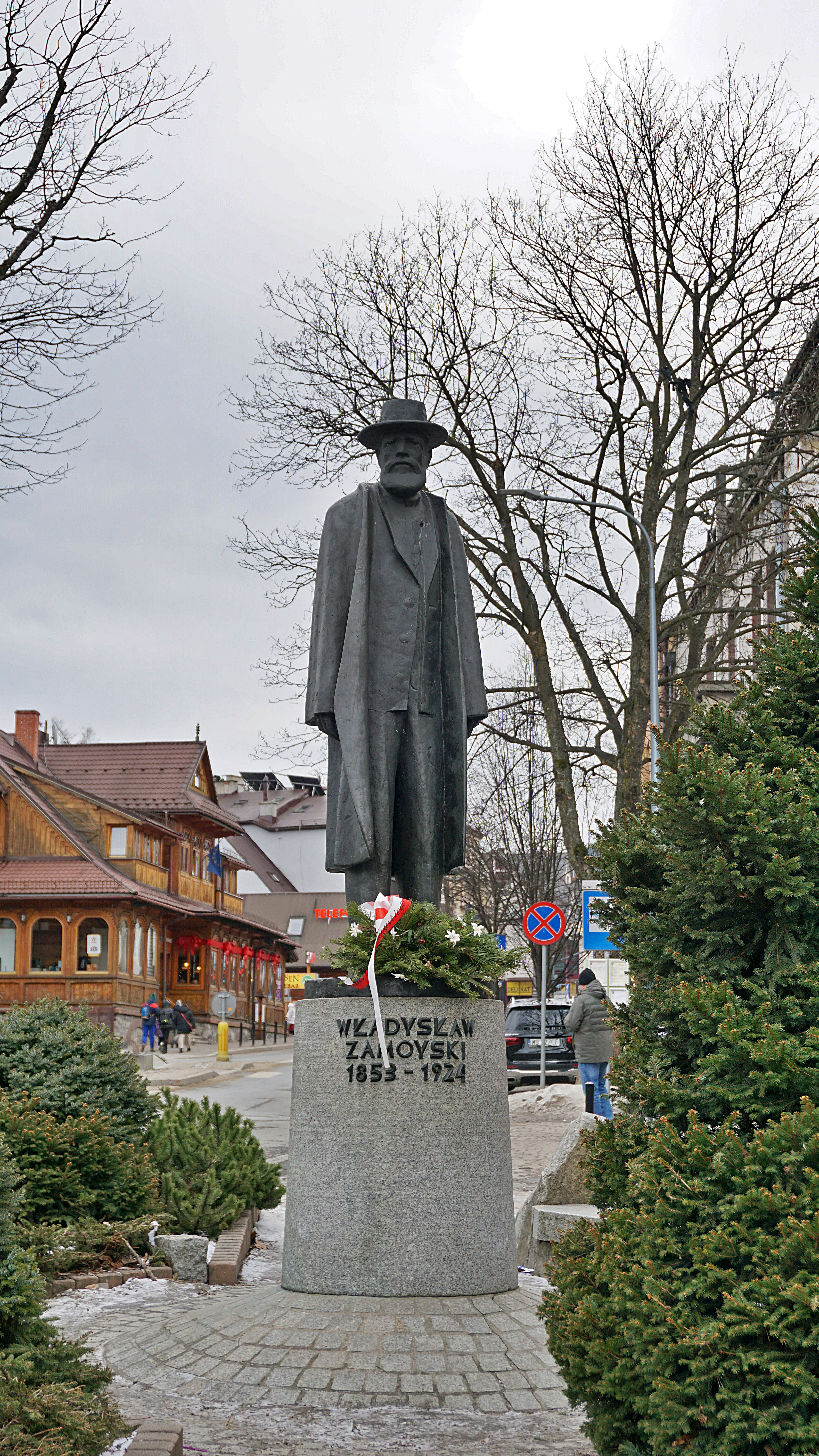
Monument de la rue Krupówki à Zakopane

## Distinctions
- Croix d'Officier dans l'Ordre Polonia Restituta (13 juillet 1921).
- Grand-croix dans l'Ordre Polonia Restituta (10 novembre 1933 décernée à titre posthume par le président Ignacy Mościcki).